# Canon EOS 550D
Canon EOS 550D também chamada de EOS Rebel T2i, é uma câmera fotográfica DSLR produzida pela Canon.
A câmera é a sucessora do modelo EOS 500D/Rebel T1i, possuindo inclusive o mesmo corpo, mas variando o material. Enquanto a 500D é fabricada em plástico industrial com chassi de aço inoxidável, a 550D é em resina de policarbonato reforçado com fibra de vidro, além do chassi metálico.